# Slaget ved Pinhoe
Slaget ved Pinhoe var et slag, der blev udkæmpet mellem danere og folk fra Devon og Somerset ved Pinhoe i Devon.
I 1001 havde vikingerne belejret Exeter, men grundet stærke forsvarsværker der var opført under Adalstein af England kunne de ikke erobre byen. De plyndrede herefter de nærliggende landsbyer og blev mødt ved Pinhoe af en hær fra Devon og Somerset. Slaget var hårdt og forsvarerne brugt næsten alt deres ammunition.
En præst fra Pinhoe ville hjælpe hæren ved at skaffe ny ammunition, og han sneg sig derfor igennem de danske linjer og løb til Exeter for at hente pile og våben, og formåede at komme tilbage og give dem til sakserne.
Det var dog ikke nok til at besejre vikingerne, og de infiltrerede Pinhoe og brændte den ned. Dette blev brugt som en advarsel til indbyggerne i Exeter.
Præsten blev belønnet for sin gerning og fik en årlig betaling på 16 shillings. Det sige at beløbet stadig blev betalt til præsten i Pinhoe i viktoriatiden.